# Rachel Gibson

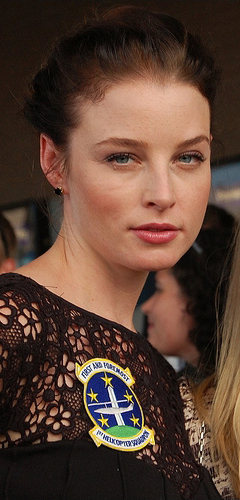
Rachel Gibson.

Rachel Gibson este un personaj fictiv jucat de către Rachel Nichols, în serialul de televiziune Alias.

## Biografie
Introdusă la începutul sezonului 5, Rachel Gibson dezvăluie faptul că are o viață asemănătoare cu cea a lui Sydney Bristow în mai multe moduri. Rachel este un geniu în calculatoare și a fost recrutată de către Gordon Dean cu scopul de a lucra pentru o presupusă divizie secretă a CIA. În realitate, Dean se folosea de această fațadă pentru a-și putea conduce propria lui organizație teroristă, deși Gibson și majoritatea colegilor ei nu știau acest lucru. 
După ce a fost capturată de Sydney Bristow în numele APO, o divizie secretă adevărată a CIA, Gibson a fost convinsă de adevărată natură a lui Dean și a fost trimisă înapoi în organizația acestuia (cunoscută sub numele de The Shed) pentru a fura informații. Dean, totuși, și-a dat seama de fapta lui Rachel și i-a dat lui Kelly Peyton ordinul de a arunca biroul în aer -toți agenții, cu excepția lui Rachel, au murit. 
După aceea a fost recrutată la APO, ceea ce l-a determinat pe Gordon Dean să dorească să fie omorâtă. Familia lui Rachel a fost trimisă în cadrul Programului de protecție a martorilor, pentru a fi la adăpost de răzbunarea lui Dean.
Deși era doar o novice în ceea ce privea munca pe teren, Gibson a învățat repede datorită ajutorului primit din partea colegului ei Thomas Grace -de asemenea un recrut nou la APO. Între ea și Sydney s-a creat o legătură puternică, iar la un moment dat s-a și mutat acasă la ea. De asemenea a avut o admirație recriprocă cu geniul în calculatoare, Marshall Flinkman. Gibson a plecat în prima ei misiune în episodul "Solo", iar într-o misiune de mai târziu l-a capturat pe Gordon Dean (Dean a fost omorât mai apoi în arest). În ultimul episod al serialului, Gibson omoară un om cu pistolul, dar nu este menționat dacă aceasta a fost prima ei crimă. 
Pe parcursul celei de a doua jumătate a sezonului, personajul lui Gibson a început să apară mai puțin, fiind prezentă pentru un scurt timp la câteva misiuni. După nașterea copilului lui Sydney, ea nu a mai continuat să locuiască cu Sydney (fapt confirmat când își invită, puțin mai încolo, sora să locuiască cu ea, iar, mai târziu, Grace o vizitează pe Rachel la apartamentul ei). 
Către sfârșitul serialului, Gibson a fost din ce în ce mai atrasă de agentul Grace, chiar și atunci când i-a investigat anumite activități mai ciudate. Ea a descoperit că Tom investiga circumstanțele în care fosta lui soție și-a pierdut viața și l-a ajutat să-l găsească pe asasin.
În finalul serialului, Gibson a fost răpită și torturată de Julian Sark (cu care avusese o relație de o noapte în timp ce era într-o misiune sub acoperire pentru APO), după care a fost forțată să-l ajute pe Arvin Sloane să localizeze o peșteră subterană. Împreună cu Marshall, ea a putut să informeze APO de locul unde se aflau, după care au fost salvați. Rachel s-a întors la Los Angeles, doar ca să asiste la evacuarea sediului APO din cauza unei bombe plantate de Sark. Ea a schimbat ultimele cuvinte pline de afecțiune cu Thomas Grace cu câteva secunde înainte ca acesta să moară în explozie. 
După moartea lui Tom și a masacrului întreprins de Kelly Peyton asupra liderilor Prophet Five, Rachel și-a dat seama că ea și familia ei nu mai sunt în pericol. Totuși, ea a ales ca să stea alături de echipa APO, iar fosta ei prietenie cu Peyton s-a dovedit a fi neprețuită în extragerea de informații de la ea referitoare la planul lui Sloane.
Într-o secvență din viitor, este dezvăluit faptul că Rachel a continuat să lucreze pentru CIA, ca subalternă a lui Marcus Dixon. Acesta le-a spus lui Sydney și lui Vaughn că ea se află într-o misiune sub acoperire. 

### Înlocuitoarea lui Sydney
Personajul lui Rachel Gibson a fost introdus pentru a susține personajul lui Sydney, jucat de Jennifer Garner, datorită sarcinii din viața reală a lui Jennifer. A fost anunțat că Rachel ar putea constitui o înlocuire a personajului lui Bristow, dacă Garner ar părăsi serialul. 